# مطار كانجرلوسواك
مطار كانجرلوسواك (بالجرينلاندية: Mittarfik Kangerlussuaq، وبالدنماركية: Søndre Strømfjord Lufthavn)، هو مطار مدني دولي في مدينة كانجرلوسواك الواقعة في غرب وسط جرينلاند. وهو واحد من ثلاث مطارات في جرينلاند يمكنهم استيعاب طائرات كبيرة الحجم، خاصة أن الطقس بالمدينة أكثر استقراراً لأنها تقع بعيداً عن الساحل، وبالتالي أقل عرضة للضباب والرياح على عكس المطارات الأخرى في جرينلاند.
كان المطار سابقًا المركز الدولي لشركة طيران جرينلاند، قبل أن تنتقل خدمات الشركة إلى مطار نوك في نوفمبر 2024 بعدما افتتح المدرج الجديد والصالة الجديدة.

## التاريخ

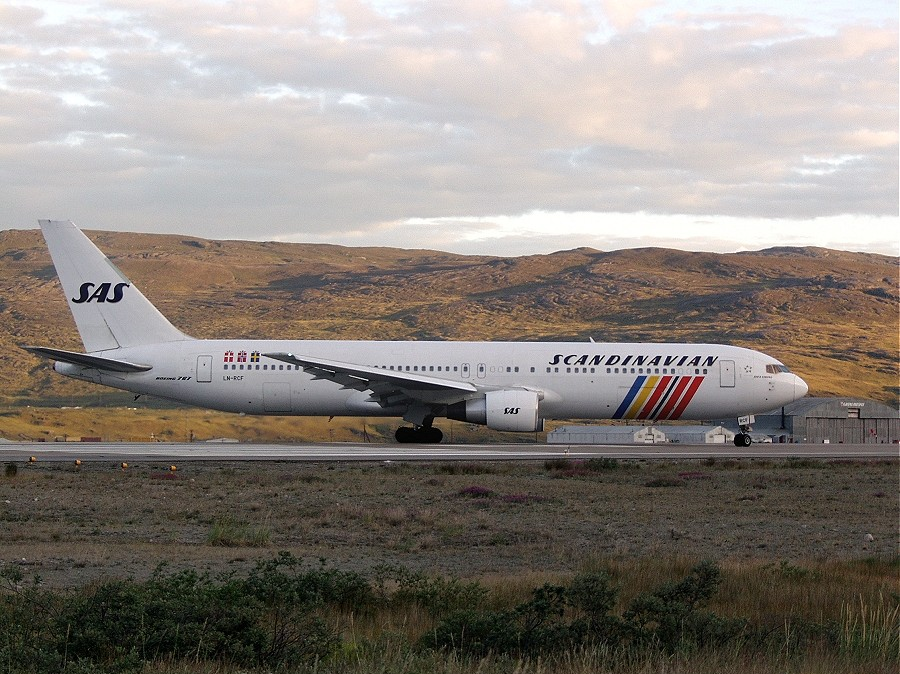
طائرة من طراز بوينغ 767-300 إيه أر تابعة للخطوط الجوية الاسكندنافية في المطار في عام 2001.

بُني المطار أثناء الاحتلال الأمريكي في عام 1941، بدأت الرحلات المدنية العابرة للمحيط الأطلسي من المطار في منتصف خمسينيات القرن العشرين، كانت الخطوط الجوية الإسكندنافية تُشغّل في عام 1956 خدمة "الطريق القطبي" إذ توفر ثلاث رحلات أسبوعيًا باستخدام طائرات مروحية تربط بين كوبنهاغن بسوندري سترومفيورد (حاليًا كانغيرلوسواك) ومنها إلى وينيبيغ ثم لوس أنجلوس.
أطلقت شركة طيران جرينلاند رحلات موسمية إلى بالتيمور في مايو 2007، لكنها قررت إنهاء المسار في مارس من العام التالي. كانت هناك رحلات سياحية عارضة في فصل الصيف بين ألمانيا وكانجيرلوسواك، كانت تشغلها شركة طيران جرينلاند أو شركات الطيران الألمانية. كما سُيرت رحلات طيران عارضت أخرى مرتبطة بالأحداث السياحية، فمثلًا سيرت العديد من الرحلات إلى كندا في عام 2023 بمناسبة دورة الألعاب الشتوية في القطب الشمالي.
أقرت شركة طيران جرينلاند في عام 2011 خطة بناء مطار جديد في كاكورتوك وتوسيع مدرج مطار نوك ومطار إيلوليسات. كما طُرحت خطط مستقبلية لبناء مطارات جديدة في تاسيلاك وإيتوكورتورميت. كان من المتوقع إغلاق مطارات كانغيرلوسواك ونارساك وسكولوسوك إذا نفذت هذه الخطة. كما كان هناك قلق من التكلفة المرتفعة لتجديد مدرج كانغيجرلوسواك إذ يسبب ذوبان التربة الصقيعية تحت المدرج مشاكل هيكلية.
اتخذت الحكومة في عام 2016 قرار تمديد مدارج مطاري نوك وإيلوليسات إلى 2,200 متر (7,218 قدمًا) ليتيح للمطارين التعامل مع الطائرات النفاثة متوسطة الحجم القادمة من الدنمارك. بدأ العمل على بناء مطار نوك في أواخر عام 2019، كان يعتقد في البداية أن مشاكل مدرج المطار الهيكلية ستؤدي في النهاية إلى إغلاقه أو تقييد استخدامه. لكن أُكد في عام 2024 أن المطار لن يغلق وسيواصل استقبال الطائرات المدنية الكبيرة دون قيود.
أقلعت في 27 نوفمبر 2024 آخر رحلة منتظمة مجدولة لشركة طيران جرينلاند من المطار إلى كوبنهاغن باستخدام طائرتها الرئيسية إيرباص إيه 330-800. شكّلت هذه الرحلة نهاية دور مطار كانجيرلوسواك المحوري في اتصال جرينلاند بالوجهات الدولية وأخذ مطار نوك الجديد لهذا الدور.
سيستمر عمل مطار كانغيرلوسواك كمطار محلي وستقلع رحلات موسمية منه إلى كوبنهاغن. أُوقفت الرحلات الطيران المتجهة إلى آسيات ومانيتسوق وإيلوليسات ونارسارسوك في نوفمبر 2024 بعد انتقال شركة طيران جرينلاند إلى نوك، كما قُلصت عدد الرحلات الجوية المتجهة إلى سيسيميوت.

## المرافق
يوجد بالمطار صالة ركاب للرحلات الدولية والداخلية. يوجد فندق بالمطار يضم 70 غرفة ومطعمًا، كما يوجد مكتب سياحي داخل مبنى المطار.

## شركات الطيران والوجهات

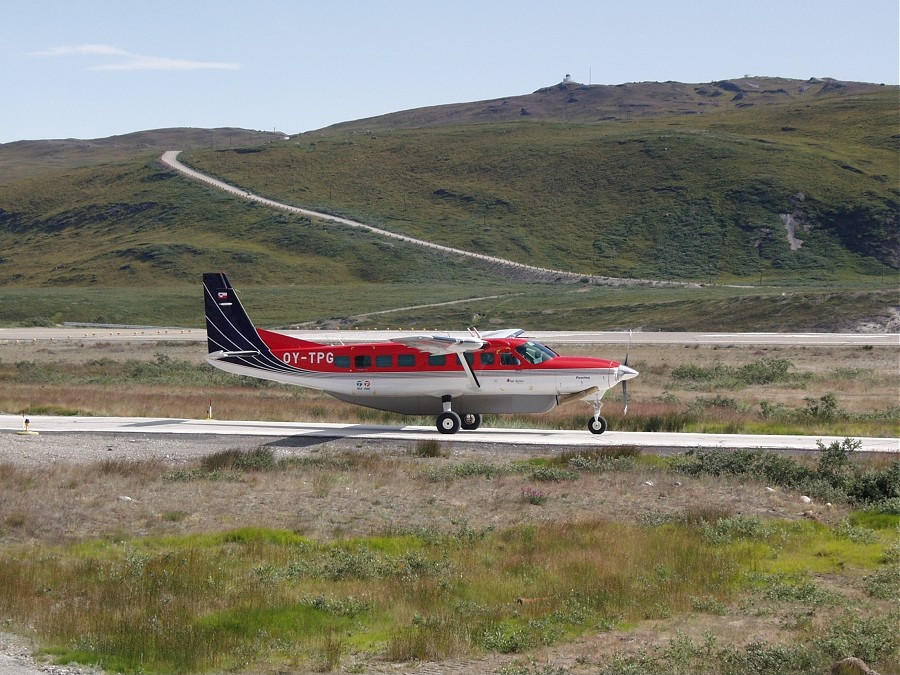
طائرة سيسنا ٢٠٨ بي جراند كارافان OY-TPG تابعة لشركة طيران ألفا في مطار كانجرلوسواك. استأجرتها شركة تيلي بوست جرينلاند لتوزيع البريد والطرود.

| شركـات طيـران  | الوجهات                                      |
| -------------- | -------------------------------------------- |
| طيران جرينلاند | مطار نوك، مطار سيسيميوت موسمي: مطار كوبنهاغن |

## الحوادث
- اصطدمت طائرة من طراز دي إتش سي-3 أوتر تُشغلها شركة طيران غرينلاند في عام 1961 بتضاريس قريبة من كانجيرلوسواك بسبب اندلاع حريق بالطائرة. أسفر الحادث عن مقتل أحد أفراد الطاقم من أصل فردان من الطاقم وأربعة ركاب.[23]

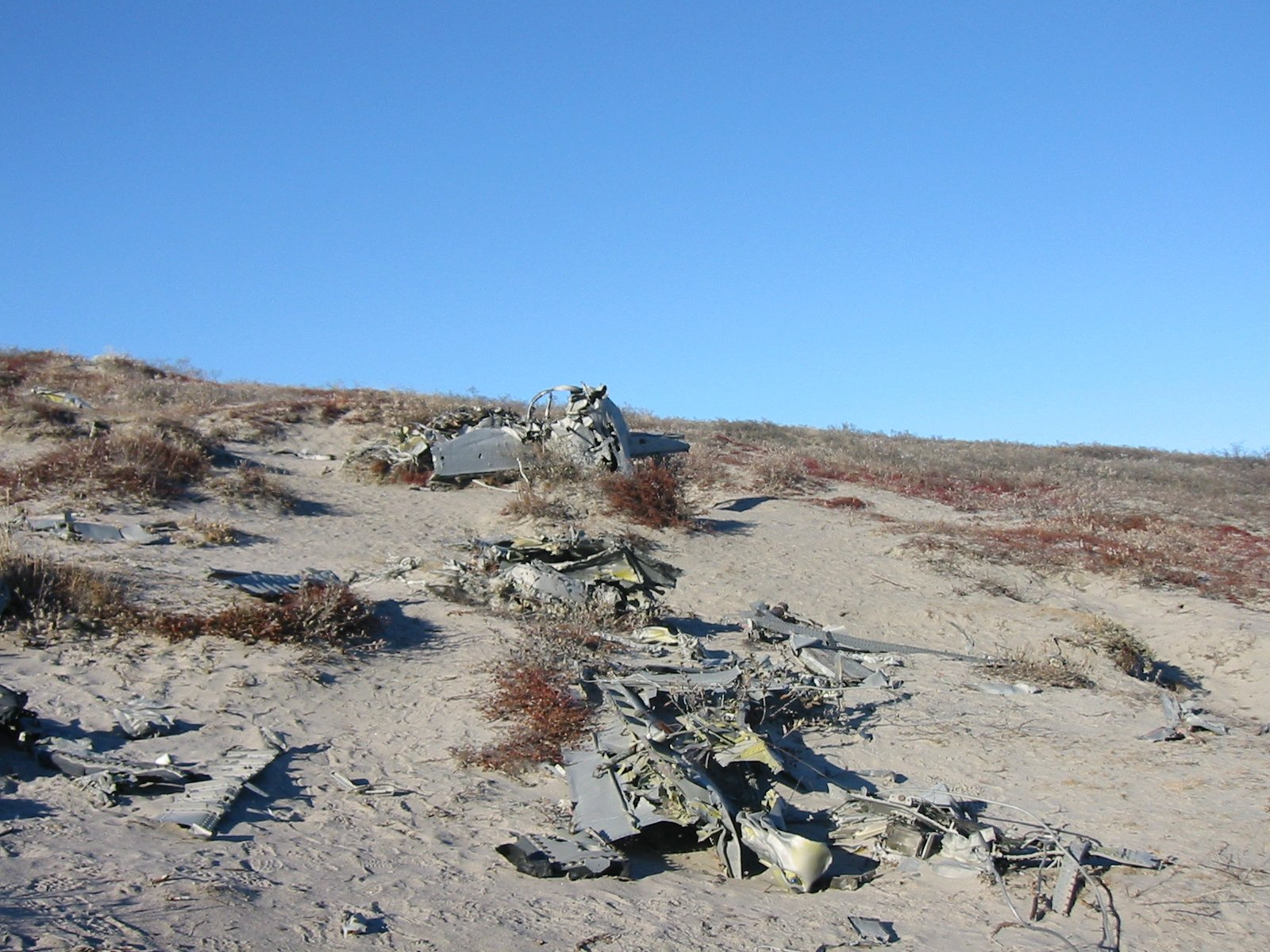
بقايا حادث عام 1968

- بقايا حادث عام 1968اصطدمت ثلاث طائرات تدريب نفاثة أمريكية من طراز لوكهيد تي-33 في عام 1968 بجبل قريب من المطار وتحطمت، نجح الطيارون الثلاثة في الخروج من الطائرات والهبوط بالمظلات بأمان.[24]
- تحطمت طائرة شحن من طراز سي-141إيه تابعة لسلاح الجو الأمريكي في عام 1976 أسفر عنها مقتل 23 شخصًا من أصل 27 شخص كان على متنها.[25]

## معرض الصور

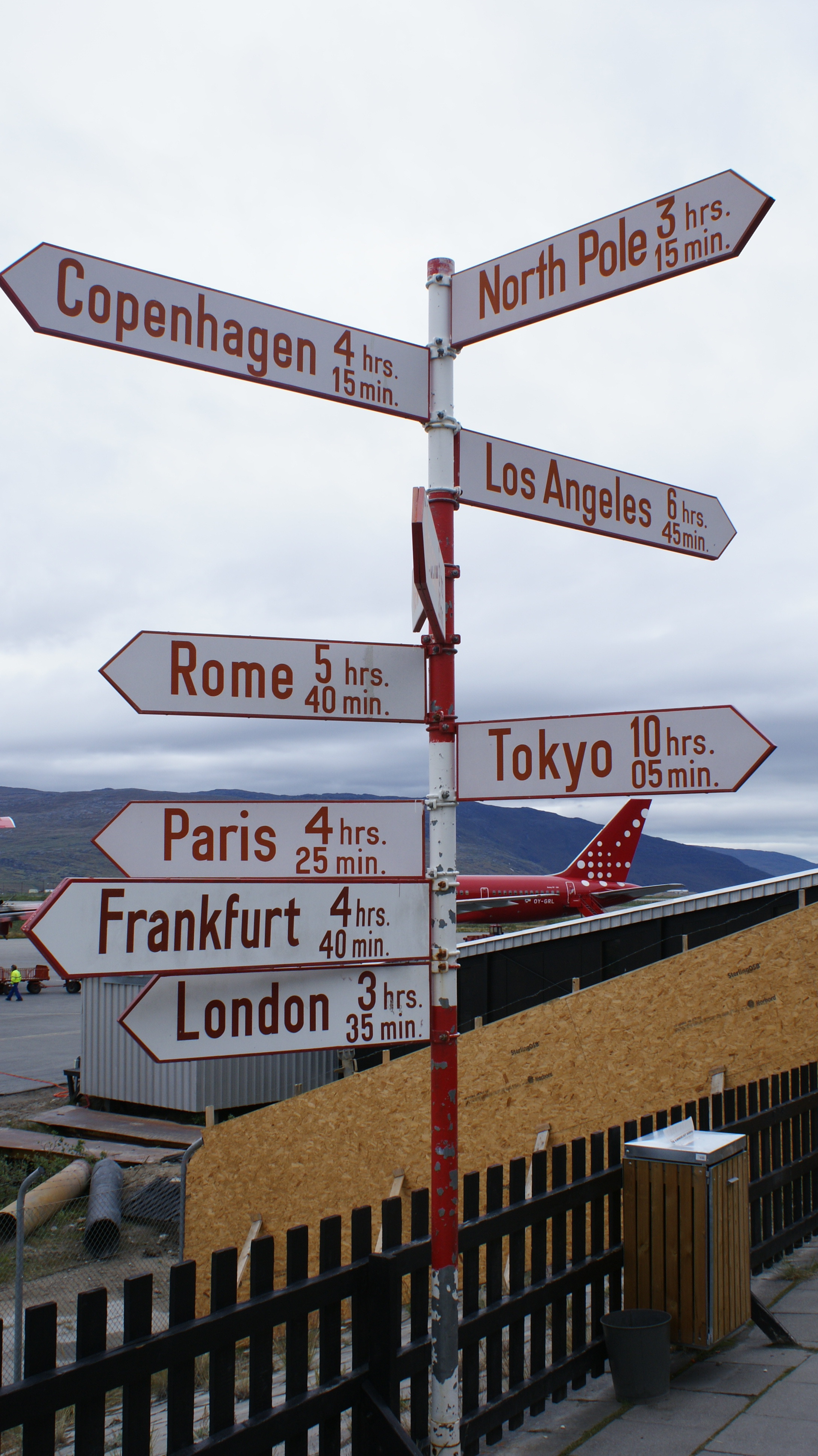
لوحات توضح اتجاهات ومسافات مدن حول العالم من المطار
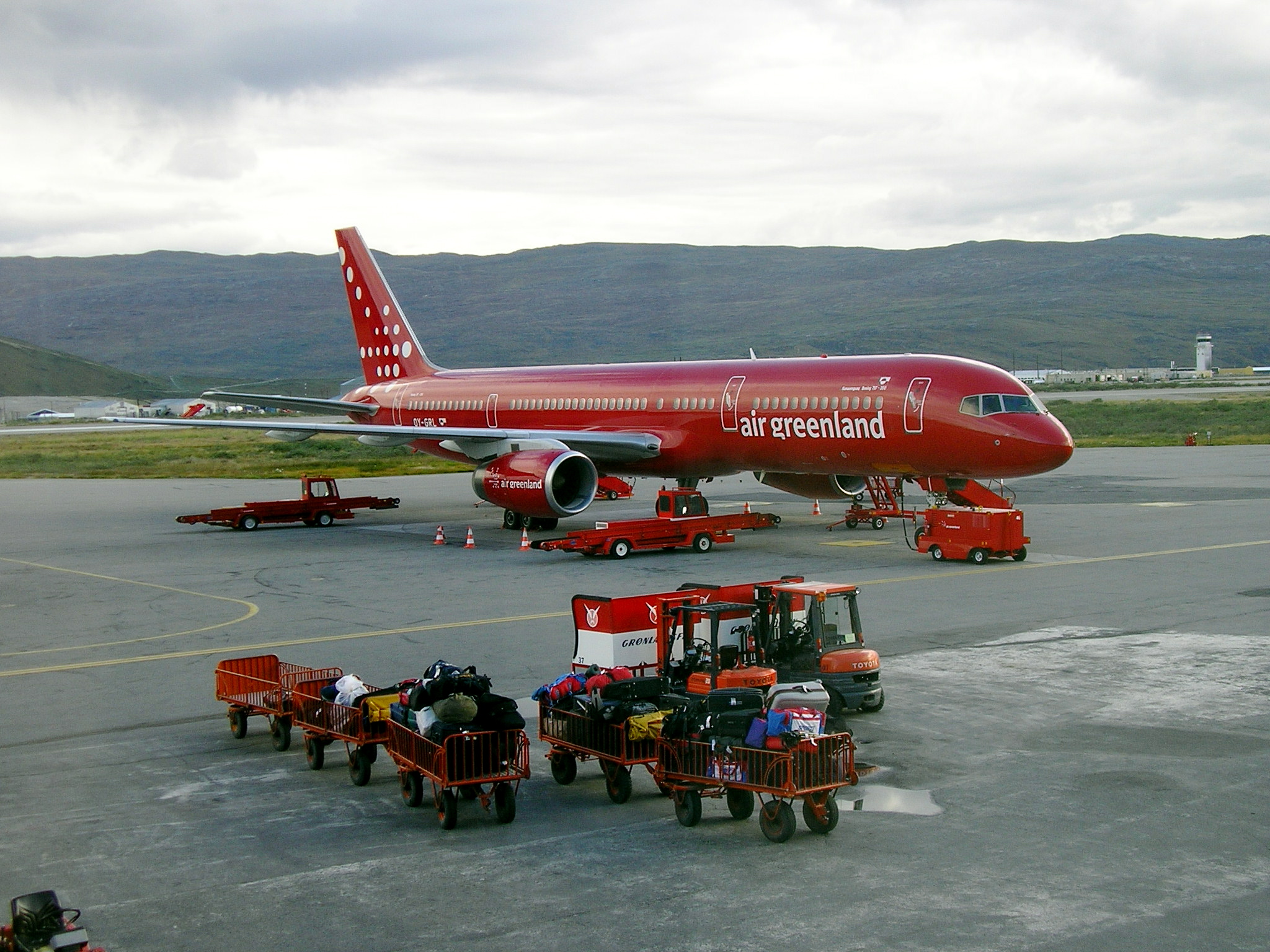
طائرة بوينغ 757-200 عام 2005 بالمطار، والتي كانت تستأجرها شركة طيران جرينلاند
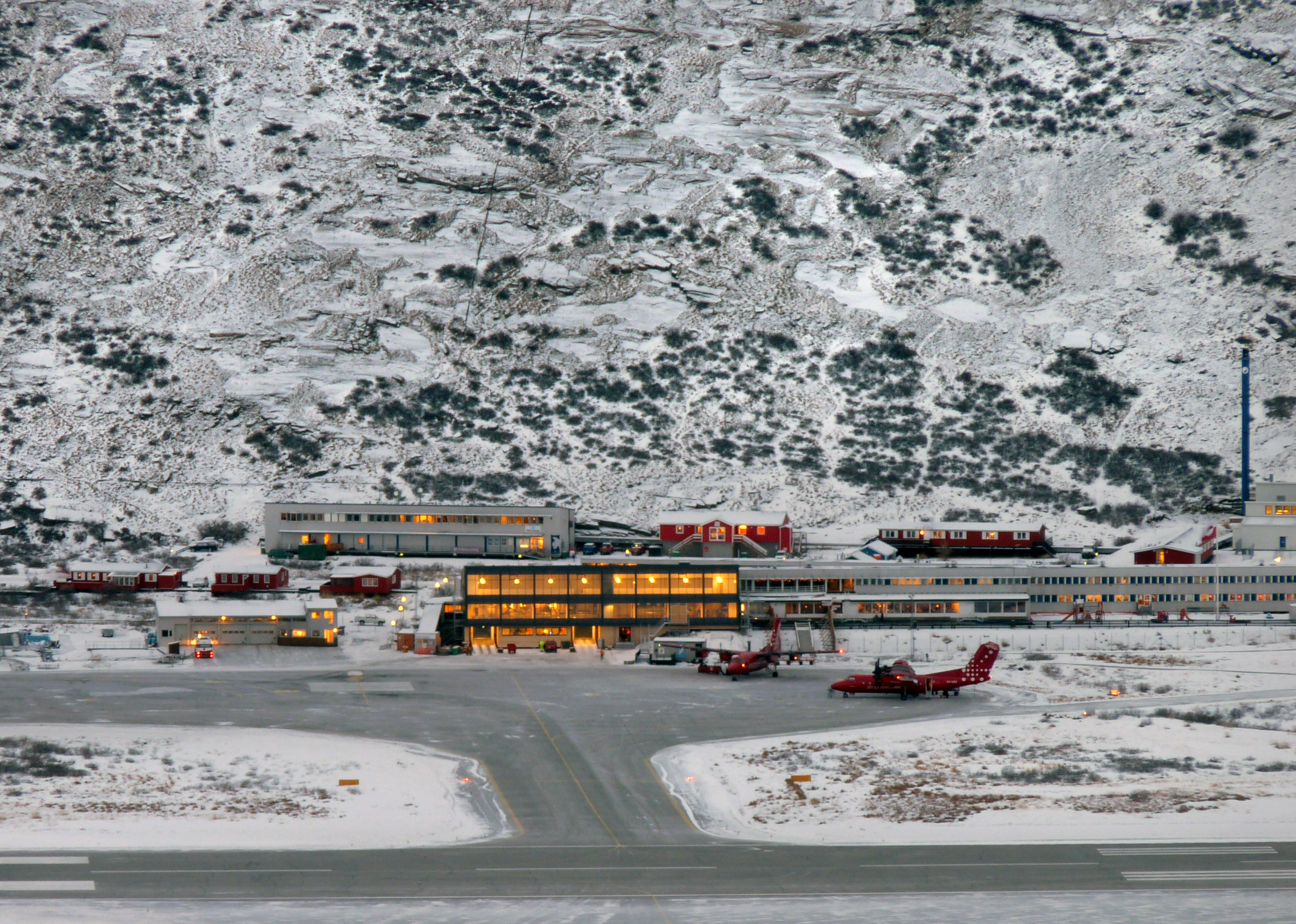
مركز التسوق والفندق والمطعم